# Hyperamminoididae
Hyperamminoididae, actualmente considerado un taxón  inválido, era una familia de foraminíferos bentónicos de la superfamilia Hippocrepinoidea que actualmente se incluiría en el suborden Hippocrepinina y del orden Astrorhizida. Su rango cronoestratigráfico abarcaba desde el Devónico superior hasta la Cretácico inferior.

## Discusión
Clasificaciones previas incluían Hyperamminoididae en el suborden Textulariina del orden Textulariida.

## Clasificación
Hyperamminoididae incluía a los siguientes géneros:
- Giraliarella †, ahora en la Familia Hippocrepinidae
- Hyperamminoides †, ahora en la Familia Hippocrepinidae
- Kechenotiske †, ahora en la Familia Hippocrepinidae
- Pseudohyperammina †, ahora en la Familia Hippocrepinidae
- Sacchararena †, ahora en la Familia Hippocrepinidae
- Sansabaina †, ahora en la Familia Hyperamminidae